# Evangelische Kirche Schladen

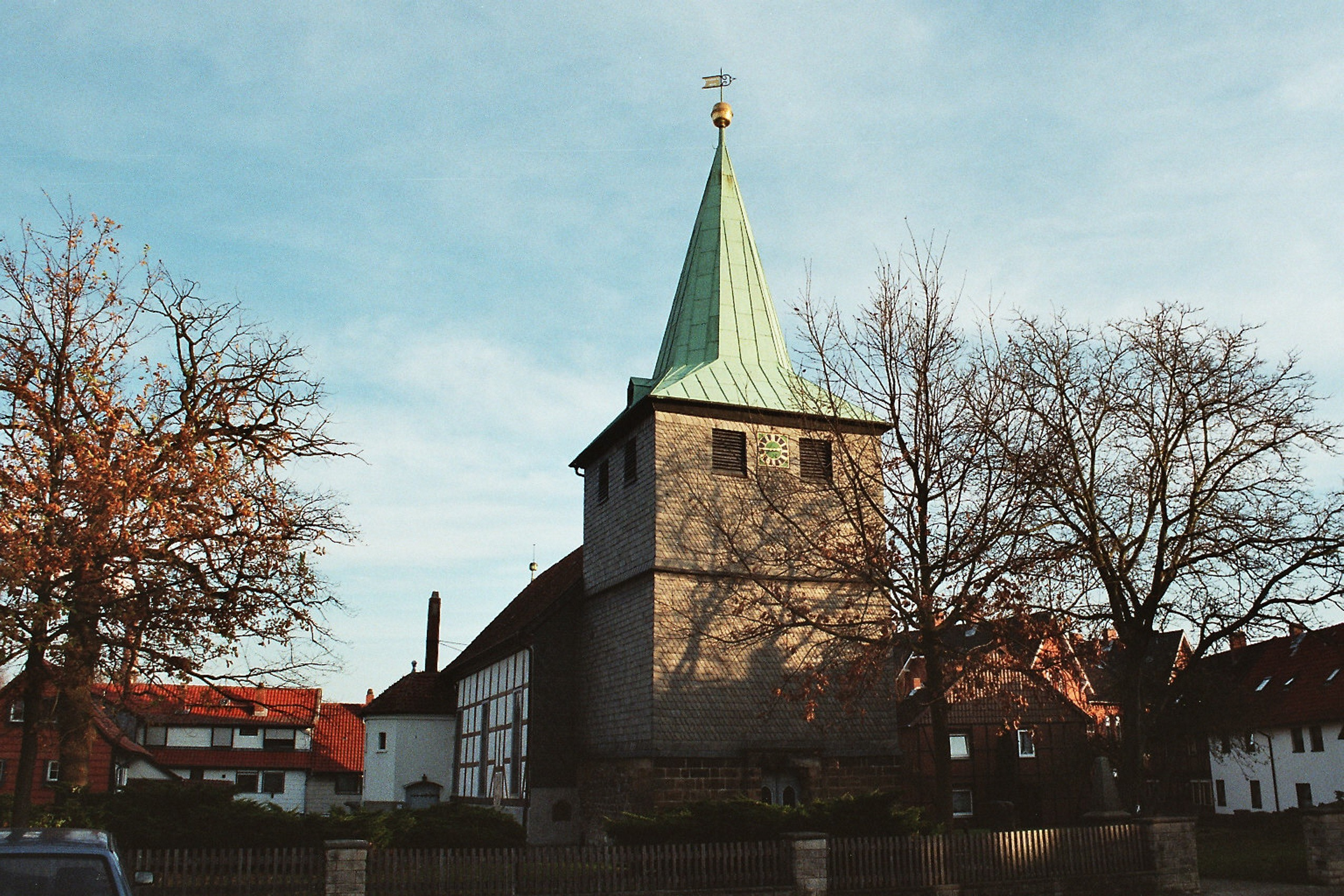
Kirche Schladen

Die evangelisch-lutherische denkmalgeschützte Kirche Schladen steht in Schladen, einem Ortsteil der Gemeinde Schladen-Werla im Landkreis Wolfenbüttel von Niedersachsen. Die Kirchengemeinde gehört zur Propstei Schöppenstedt der Evangelisch-lutherischen Landeskirche in Braunschweig.

## Beschreibung
Eine Brandkatastrophe im Jahr 1699 hat den Vorgängerbau zerstört. Die heutige Kirche steht seit 1710. Sie bestand aus dem Kirchenschiff, das aus Holzfachwerk auf einem Steinsockel errichtet wurde, dem Chor mit 5/8el-Schluss im Osten und dem freistehenden Kirchturm. Als Anfang des 19. Jahrhunderts der Turm baufällig wurde, erhielt die Kirche 1823 einen neuen Turm mit einem achtseitigen spitzen Helm, der direkt an das Kirchenschiff im Westen angebaut wurde. Die beiden obersten Geschosse des Turms sind aus verschiefertem Holzfachwerk. Im Norden des Kirchenschiffs befindet sich ein Treppenturm. 1890 begann unter dem Architekten Eduard Wendebourg die Renovierung des Innenraums im neugotischen Stil, die das Erscheinungsbild der Kirche bis heute prägt. Eine Empore wurde eingebaut und zwei Buntglasfenster im Chor eingefügt. Die Orgel mit 17 Registern, verteilt auf 2 Manuale und ein Pedal, wurde 1890 von Ernst Röver gebaut. Sie wurde bei einem Brand 1967 zerstört und musste ersetzt werden.